# Parafia Matki Bożej Anielskiej w Korabiewicach
Parafia Matki Bożej Anielskiej w Korabiewicach – rzymskokatolicka parafia należąca do dekanatu Mszczonów w diecezji łowickiej. Od 2023 roku proboszczem parafii jest ks. kan. dr Adam Kostrzewa.
Parafia liczy 728 wiernych.
Erygowana 15 listopada 1974 roku przez arcybiskupa warszawskiego kardynała Stefana Wyszyńskiego.

## Zasięg parafii
Do parafii należą wierni z następujących miejscowości: Borszyce, Górki, Grabce Wręckie, Huta Partacka, Korabiewice, Powązki, Szeligi, Wólka Wręcka i Zdzieszyn.